# Outlaw Man
Outlaw Man è un singolo del gruppo musicale statunitense Eagles, pubblicato nel 1973.

## Tracce
1. Outlaw Man – 3:25 (David Blue)
2. Certain Kind of Fool – 3:01 (Don Henley, Glenn Frey, Randy Meisner)

## Formazione
- Glenn Frey - voce, chitarra acustica
- Bernie Leadon - chitarra elettrica, cori
- Randy Meisner - basso, cori
- Don Henley - batteria, percussioni, cori

## Classifiche
| Classifica        | Posizione migliore |
| ----------------- | ------------------ |
| Billboard Hot 100 | 59                 |